# Andrea Palladio
Andrea Palladio, pseudonimo di Andrea di Pietro della Gondola (Padova, 30 novembre 1508 – Maser, 19 agosto 1580), è stato un architetto, teorico dell'architettura e scenografo italiano del Rinascimento, cittadino della Repubblica di Venezia.
Influenzato dall'architettura greco-romana, anzitutto da Vitruvio, è considerato una delle personalità più influenti nella storia dell'architettura occidentale, nonché il più famoso e alto rappresentante dell'architettura manierista.
Fu l'architetto più importante della Repubblica Veneta, nel cui territorio progettò numerose ville che lo resero famoso, oltre a chiese e palazzi, questi ultimi prevalentemente a Vicenza, dove si formò e visse. Pubblicò il trattato I quattro libri dell'architettura (1570) attraverso il quale i suoi modelli hanno avuto una profonda influenza sull'architettura occidentale; l'imitazione del suo stile diede origine a un movimento destinato a durare per tre secoli, il palladianesimo, che si richiama ai principi dell'antichità classica. Gran parte dei suoi edifici sono tutelati come un sito patrimoni dell'umanità UNESCO, denominato Città di Vicenza e le ville palladiane del Veneto.
Di lui, durante la sua permanenza a Vicenza, Goethe disse:
(Goethe nel suo diario di viaggio in Italia)

## Biografia

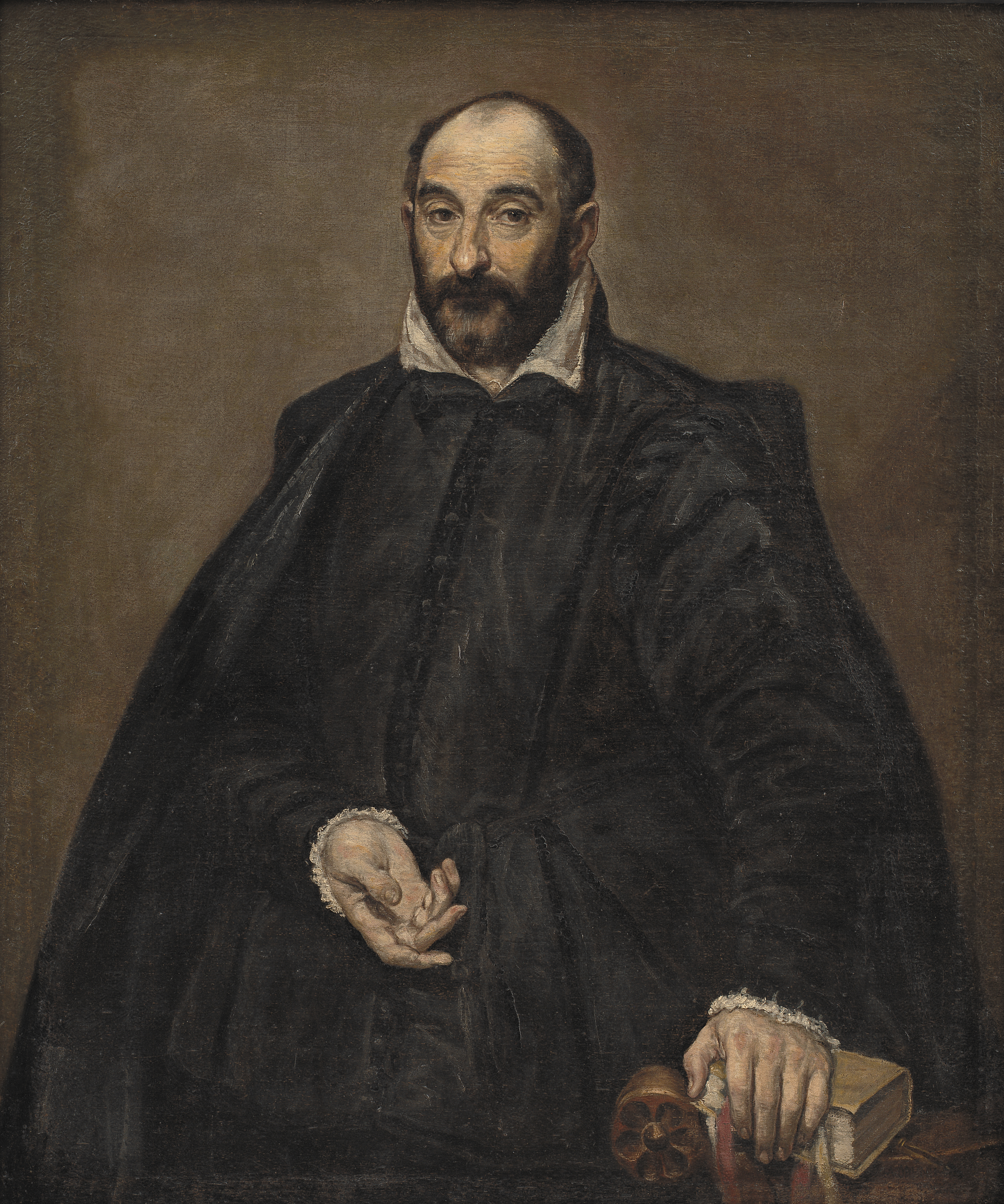
Un probabile ritratto di Palladio, dipinto di El Greco, 1575, Statens Museum for Kunst, Copenaghen

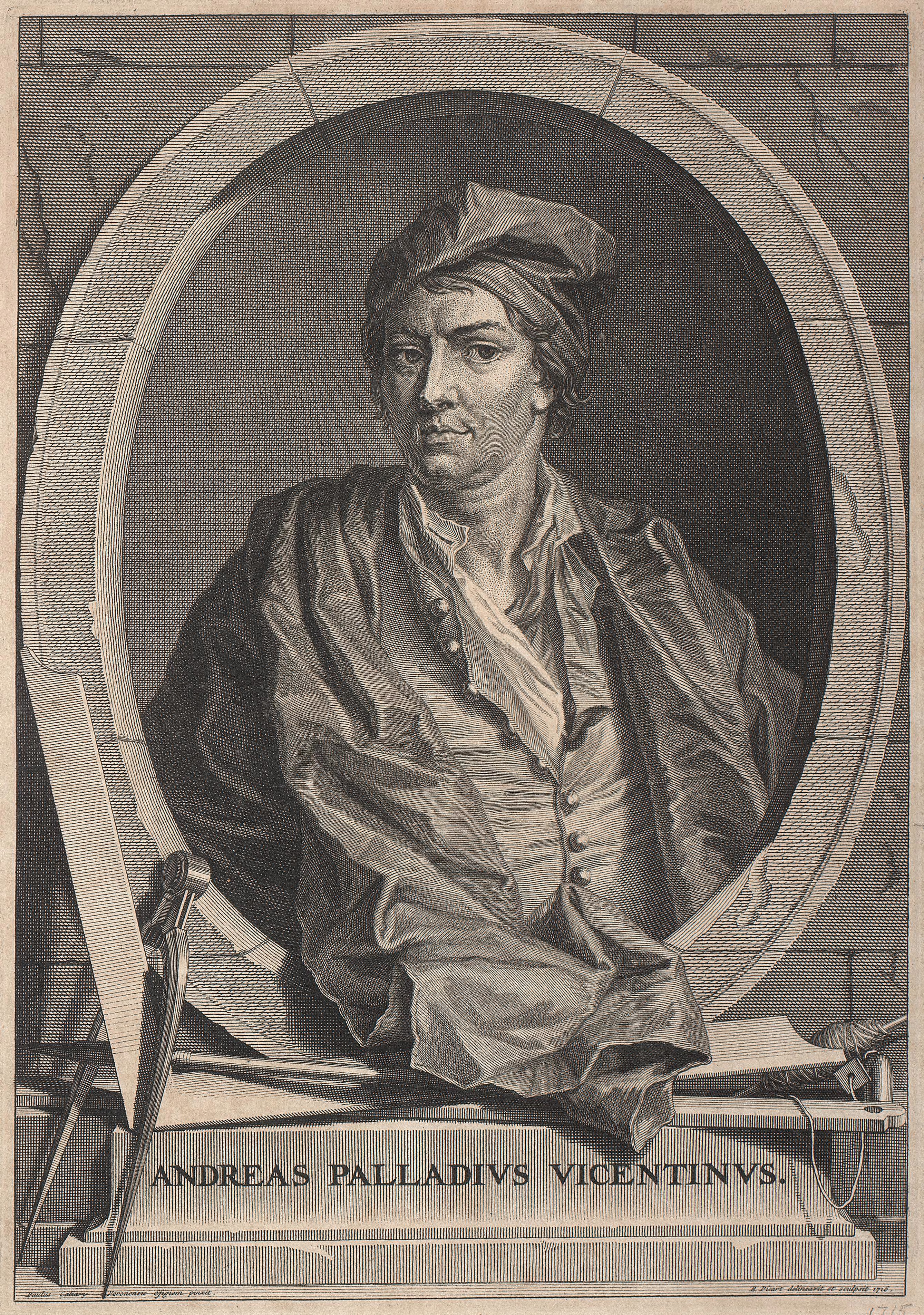
Un ipotetico ritratto giovanile di Palladio nel frontespizio di The Architecture of A. Palladio, prima edizione pubblicata a Londra nel 1715 della traduzione inglese di Giacomo Leoni dei Quattro libri dell'architettura (1570)

Andrea nacque nel 1508 a Padova, nella Repubblica di Venezia, da una famiglia di umili origini: il padre Pietro, detto "della Gondola", era mugnaio e la madre Marta, detta la Zota ("la zoppa"), una donna di casa.
A tredici anni Andrea iniziò a Padova l'apprendistato di scalpellino, presso Bartolomeo Cavazza: vi spese diciotto mesi, fino a quando, nel 1523, la famiglia si trasferì a Vicenza. Qui nel 1524 Andrea risulta già iscritto alla fraglia dei muratori: lavorò infatti - rimanendovi per una dozzina d'anni - nella bottega del costruttore Giovanni di Giacomo da Porlezza e dello scultore Girolamo Pittoni, con laboratorio in Pedemuro San Biagio, nella parte settentrionale di Vicenza.
Tra il 1535 e il 1538 avviene l'incontro fondamentale con il conte vicentino Gian Giorgio Trissino dal Vello d'Oro, che avrà grande importanza per l'attività di Palladio. Andrea conosce Trissino mentre lavora nel cantiere della sua villa suburbana di Cricoli. Gian Giorgio Trissino, poeta e umanista, lo prenderà sotto la sua protezione. Sarà lui a conferirgli l'aulico soprannome di Palladio, lo guiderà nella sua formazione culturale e allo studio della cultura classica, conducendolo più volte a Roma. In questi anni Palladio realizza le sue prime opere significative, fra cui la villa di Gerolamo Godi (1537) a Lonedo di Lugo di Vicenza.

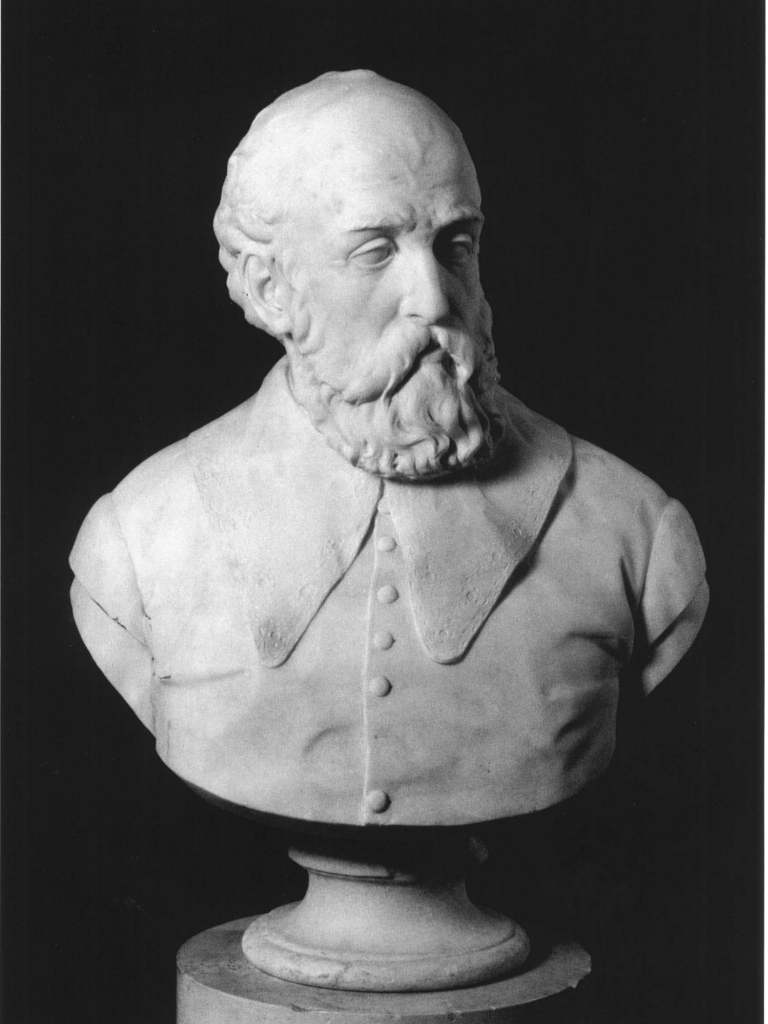
Busto di Andrea Palladio, opera di Eugenio Pedon del 1871. Il busto fa parte del Panteon Veneto, conservato presso Palazzo Loredan.

Nel 1534 Andrea sposò Allegradonna, di cui non si sa quasi nulla, salvo che era orfana del falegname Marcantonio e lavorava presso la nobildonna Angela Poiana. Questa le assegnò una magra dote: un letto, una trapunta, delle lenzuola, delle pezze di stoffa, che Andrea s'impegnò a rimborsare per metà in caso di morte della moglie senza figli.
Di figli ne misero al mondo almeno cinque: Leonida (morto in circostanze mai chiarite nel 1572, probabilmente ucciso per vendetta da parte dei famigliari di un uomo che Leonida uccise a pugnalate durante una rissa), Marcantonio, Orazio, Zenobia e Silla. Forse nel 1550 gli nacque un sesto figlio. Marcantonio, iscritto alla fraglia dei lapicidi come "maestro" nel 1555, lavorò col padre fino al 1560, quando si trasferì a Venezia per entrare nella bottega dello scultore Alessandro Vittoria; rientrato a Vicenza alla fine degli anni ottanta, non viene nominato in documenti posteriori al 1600. Orazio si laureò in giurisprudenza all'Università di Padova (1569); coinvolto in processi per eresia davanti al Sant'Uffizio, morì nel 1572, pochi mesi dopo il fratello Leonida: "con mio gravissimo e acerbissimo dolore [...] la morte nello spatio di due mesi e mezzo, d'essi ambedue privo e sconsolato mi lasciò", scrive Palladio nel proemio dell'edizione illustrata dei Commentari di Giulio Cesare (1575). L'unica figlia femmina, Zenobia, andò sposa nel 1564 all'orafo Giambattista Della Fede e dal matrimonio nacquero almeno due figli. Silla, il figlio più giovane di Andrea Palladio, studiò lettere a Padova dove fu allievo del Collegio Pratense. Non si laureò, ma dopo la scomparsa del padre venne chiamato a concludere i lavori del Teatro Olimpico. Tentò anche, senza riuscirvi, di ristampare I quattro libri dell'architettura "ampliandoli d'altri edifici antichi e moderni".

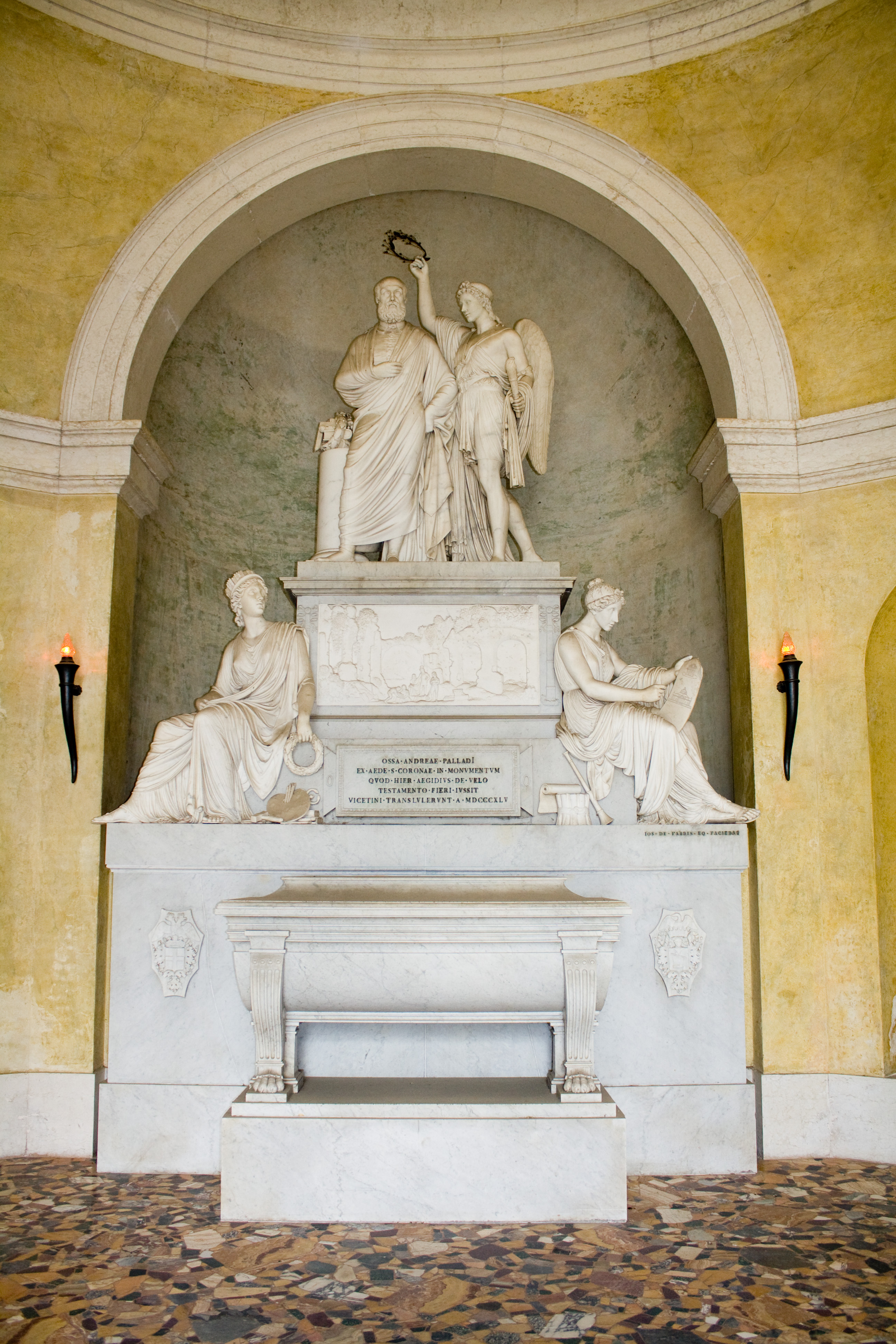
Monumento funebre di Palladio. Vicenza, Cimitero Maggiore.

Palladio morì nel 1580 a 72 anni, se non povero, godendo di una condizione economica assai modesta. Le circostanze della sua morte rimangono sconosciute: non è nota né la causa, né il giorno preciso (nell'agosto del 1580, intorno al 19), né il luogo, che comunque la tradizione identifica con Maser, dove forse stava lavorando al tempietto di villa Barbaro, ma c'è chi sostiene possa essere morto a Venezia. I funerali furono celebrati senza clamore a Vicenza, dove l'architetto - grazie all'intercessione della famiglia Valmarana - fu sepolto presso la chiesa di Santa Corona. Nel 1844 fu realizzata una nuova tomba in una cappella a lui dedicata nel Cimitero Maggiore di Vicenza su progetto dell'architetto Bartolomeo Malacarne, grazie a un lascito del conte Girolamo Egidio di Velo; il monumento funebre fu scolpito da Giuseppe De Fabris. I pochi ritratti conosciuti di Palladio sono largamente ipotetici.

### Orientamenti artistici e culturali

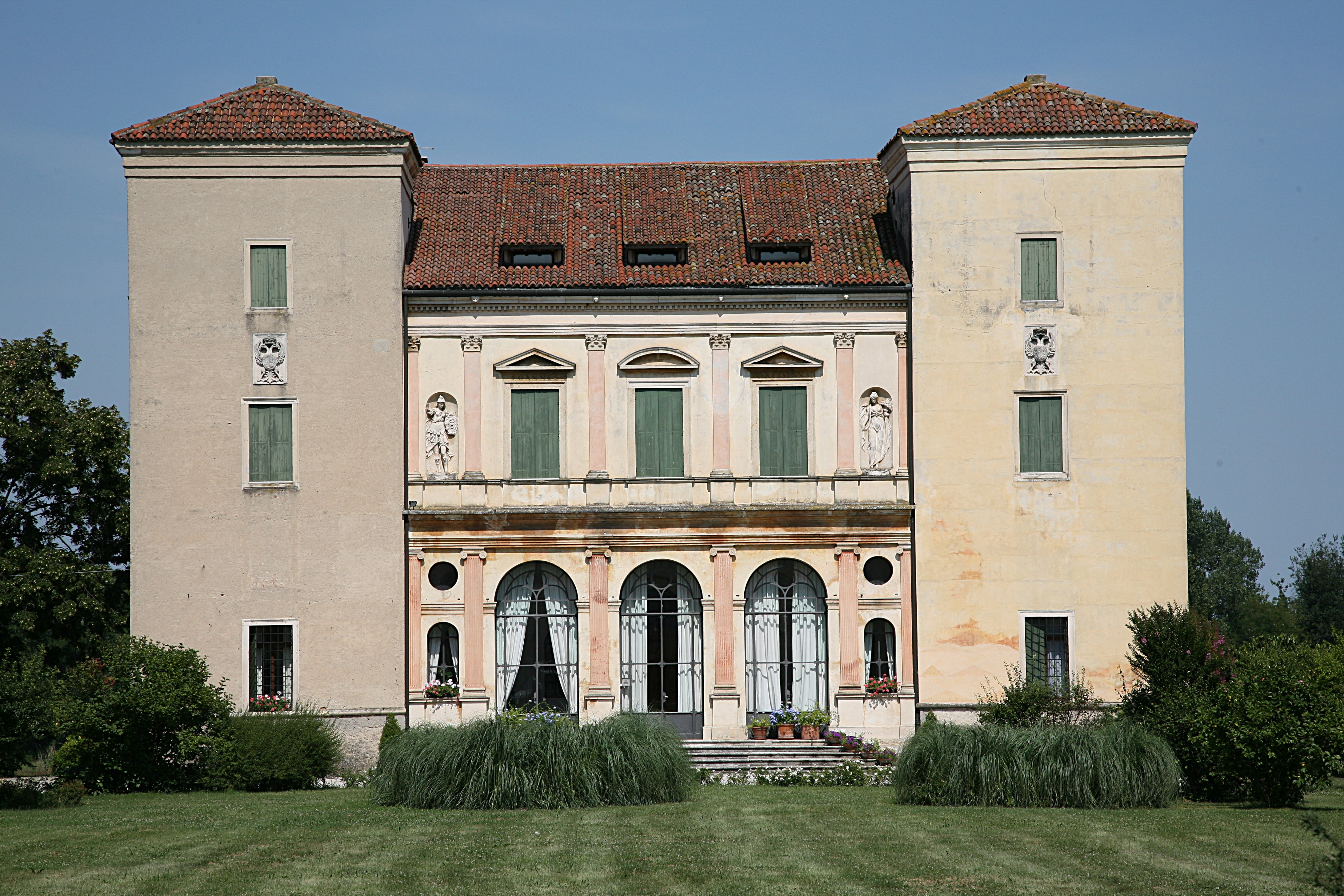
Villa Trissino a Cricoli, dove la tradizione colloca l'incontro di Palladio con Gian Giorgio Trissino

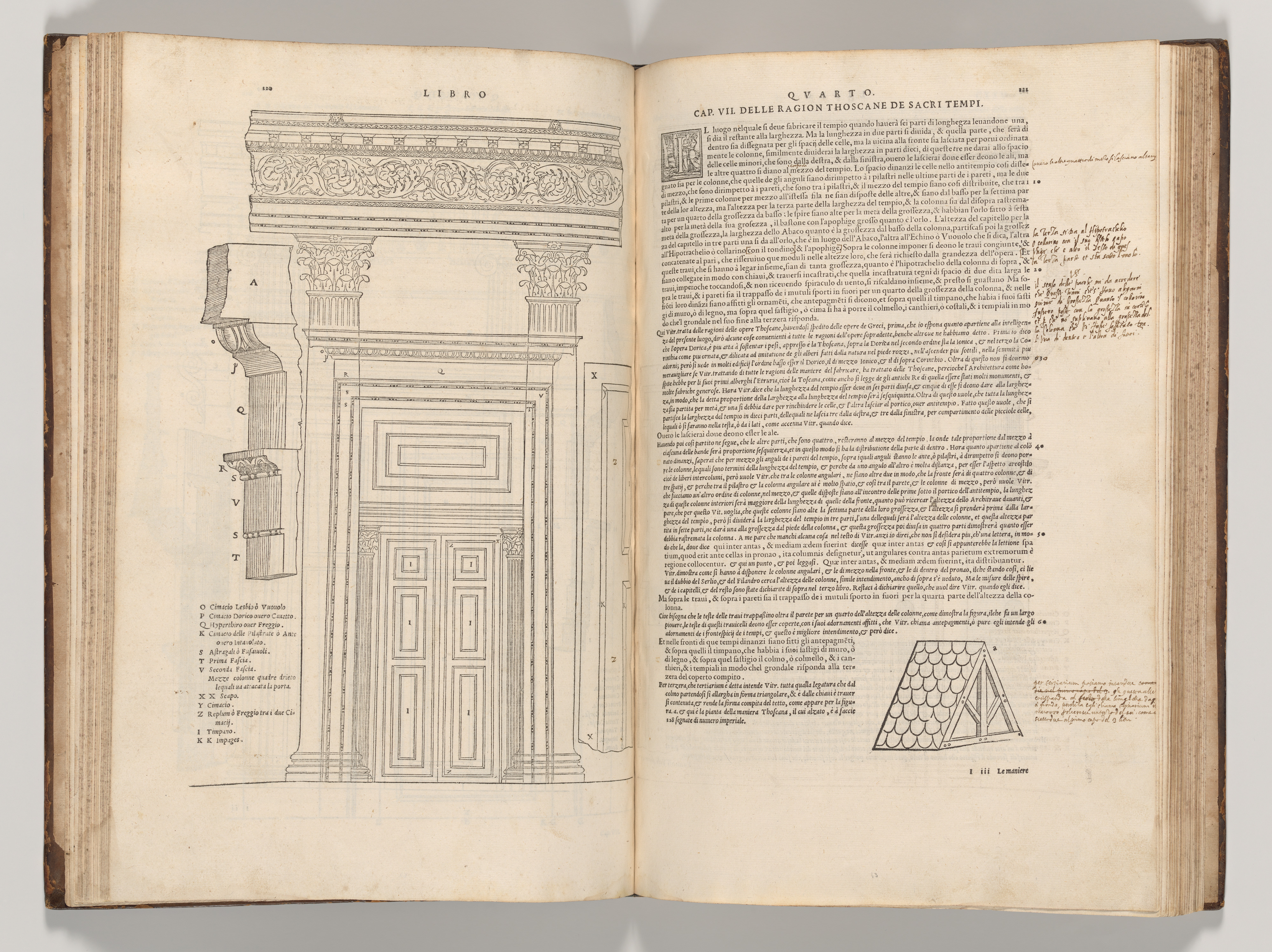
I dieci libri dell'architettura di M. Vitruvio tradutti et commentati da monsignor Barbaro, con i disegni di Palladio, 1556

La formazione culturale di Andrea Palladio avvenne sotto la guida e tutela dell'umanista Gian Giorgio Trissino dal Vello d'Oro, probabilmente l'intellettuale più in vista in una città in cui l'artista più noto era, all'epoca, Valerio Belli, cesellatore, in rapporti con Michelangelo Buonarroti e Raffaello Sanzio, e la cui casa aveva tanto stupito Vasari.
Gian Giorgio Trissino, nobile colto e raffinato, letterato studioso della lingua italiana, architetto per diletto, nel 1535 volle ristrutturare la propria villa alle porte di Vicenza acquistata dal padre Gaspare nel 1482: nel disegnare la facciata principale esposta a sud si richiamò alle soluzioni di Raffaello per Villa Madama, con una loggia a doppie arcate posta tra due torrette una delle quali preesistente: la torre a lato di un corpo composto da un portico con loggia al piano superiore è uno schema tipico dell'architettura vicentina quattrocentesca. Trissino rompe con questa tradizione e, in adesione allo spirito umanistico e neoplatonico, compone gli spazi interni seguendo uno schema rigorosamente proporzionale e simmetrico: le stanze laterali sono legate tra loro da un sistema di proporzioni interrelate 1:1; 2:3; 1:2. Così Trissino anticipò quel modello che diventerà poi un tratto significativo dell'organizzazione delle stanze con Palladio. La tradizione vuole che tra le maestranze impiegate nei lavori vi fosse il giovane Andrea, notato da Trissino per la sua abilità. Sarà proprio Gian Giorgio Trissino a condurlo con sé a Roma nei suoi viaggi di formazione a contatto con il mondo classico e a introdurlo presso l'aristocrazia vicentina.
Da qui in poi la vita artistica di Palladio si dipana con una rarissima effervescenza e una incredibile quantità di opere realizzate, prima fra tutte la Basilica Palladiana che segna la piazza principale di Vicenza, villa Almerico Capra detta "La Rotonda" a pochi chilometri dalla città, forse l'edificio palladiano più noto e infine lo splendido Teatro Olimpico, primo esempio di teatro stabile coperto realizzato in epoca moderna nel mondo occidentale e ancor oggi capolavoro ineguagliato.
Palladio collaborò con Daniele Barbaro, patriarca di Aquileia, che stava traducendo dal latino e commentando il De architectura di Vitruvio, disegnandone le illustrazioni. Profondo studioso d'architettura antica, Barbaro divenne mentore di Palladio dopo la morte di Trissino nel 1550 e nel 1554 si recarono insieme a Roma, accompagnati anche da Giovanni Battista Maganza e Marco Thiene, per preparare la prima edizione e traduzione critica del trattato di Vitruvio, poi stampata a Venezia nel 1556.
Grazie all'influenza dei Barbaro, Palladio iniziò a lavorare a Venezia, soprattutto nell'architettura religiosa. Nel 1570, dieci anni prima della morte, subentrò a Jacopo Sansovino come Proto della Serenissima (architetto capo della Repubblica Veneta). Nello stesso anno pubblicò a Venezia I quattro libri dell'architettura, il trattato a cui aveva lavorato fin da giovane e in cui è illustrata la maggior parte delle sue opere. I Quattro libri furono il più importante di numerosi testi che Palladio pubblicò nella seconda parte della sua vita, corredandoli delle proprie illustrazioni. Nel 1574 diede alle stampe i Commentari di Cesare.
Quando morì nel 1580, buona parte delle sue architetture erano solo parzialmente realizzate; alcuni cantieri (come quello per la Rotonda) furono proseguiti da Vincenzo Scamozzi, mentre altre opere (come Palazzo Chiericati) furono completate solo molti anni dopo, sulla base dei disegni pubblicati nei Quattro libri.
Palladio affronta il tema, dibattuto nel Cinquecento, del rapporto fra civiltà e natura e lo risolve "affermando il profondo senso naturale della civiltà, sostenendo che la suprema civiltà consiste nel raggiungere il perfetto accordo con la natura senza perciò rinunciare a quella coscienza della storia che è la sostanza stessa della civiltà". Questo "spiega l'enorme fortuna che il pensiero e l'opera di Palladio avranno nel Settecento, quando i filosofi dell'Illuminismo sosterranno il fondamento naturale della civiltà umana". Sono infatti neopalladiani molti edifici costruiti nei neonati Stati Uniti d'America come la Casa Bianca e il Campidoglio a Washington o certi edifici di Monticello in Virginia. Neopalladiani sono pure la Redwood Library (1747) e la Marble House a Newport, l'Università della Virginia a Charlottesville, la Piantagione Woodlawn ad Assumption in Louisiana.
Ciò è stato possibile anche grazie all'opera di Ottavio Bertotti Scamozzi (1719-1790) che eseguì il rilievo quotato di tutte le opere di Andrea Palladio. Ogni edificio fu rappresentato in pianta, prospetto e sezione attraverso tavole nitidissime. L'unità di misura utilizzata fu il piede vicentino pari a 0,356 m. Queste tavole rappresentano da sempre una utile guida per quanti intendono progettare un edificio in stile palladiano.

## Teoria delle proporzioni architettoniche

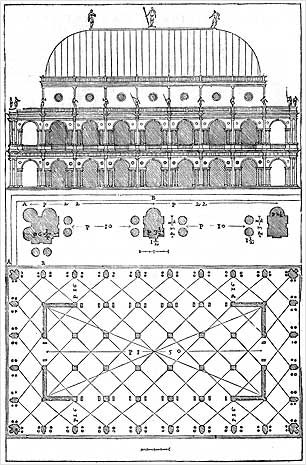
La Basilica Palladiana di Vicenza, con le proporzioni formali, tratta da I quattro libri dell'architettura di Andrea Palladio (Venezia, 1570)

Un contributo fondamentale di Palladio è il celebre trattato I quattro libri dell'architettura, pubblicato a Venezia nel 1570, che definì i canoni classici degli ordini architettonici, la progettazione di ville patrizie, di palazzi pubblici e di ponti in legno o muratura.
Si tratta del più celebre fra tutti i trattati di architettura rinascimentale che anticipò lo stile dell'architettura neoclassica. I disegni, gli aspetti stilistici e le proporzioni formali contenute in questo trattato influenzarono in modo determinante tutta la produzione architettonica successiva, dall'illuminismo all'Ottocento, fino alla nascita del Movimento Moderno nel Novecento. Palladio in questo trattato sviluppa la teoria delle proporzioni architettoniche già presente nell'antico trattato De architectura dell'architetto romano Vitruvio di cui Palladio stesso curò una edizione illustrata nel 1567 assieme a Daniele Barbaro.
Secondo Palladio le dimensioni di un edificio pubblico o di una villa, dei suoi elementi costruttivi (archi, travi, colonne) e dei suoi elementi stilistici (capitelli, fregi, balaustre, decorazioni) potevano essere ricavati in proporzione dalle tavole del trattato.
Nei Quattro libri Palladio indica di far riferimento al diametro della colonna di un edificio come unità di misura di riferimento (detta modulo) per proporzionare tutti gli altri elementi costruttivi e stilistici della costruzione. Ad esempio lo spessore di una trave di ordine tuscanico poteva essere dimensionato come i 3/4 del diametro della colonna, l'altezza della colonna come sette volte il suo diametro e la lunghezza della trave come cinque volte il diametro della colonna.
In modo analogo anche per gli altri ordini architettonici sono definite le relative proporzioni: per l'ordine dorico, ionico, corinzio e per l'ordine composito. Ad esempio per l'ordine composito Palladio indica di dimensionare lo spessore della trave e delle cornici superiori come il doppio del diametro della colonna (due moduli) e di dimensionare l'altezza della colonna come dieci volte il suo diametro (dieci moduli). Questo modo di presentare gli aspetti formali ed estetici degli elementi architettonici, impostati con canoni formali ben precisi, in rapporto anche con teorie e studi di altri trattatisti del passato e intellettuali coevi, fu denominata teoria delle proporzioni ed ebbe ampi sviluppi sia nei trattatisti dell'architettura rinascimentale, sia in quella neoclassica e di altre epoche.
Il trattato di Palladio è stato fino a oggi un modello classico insuperato per comporre un edificio con precise regole formali e proporzionali. Queste proporzioni permettono di attribuire alle architetture classiche un carattere monumentale maestoso e allo stesso tempo organico e integrato con gli altri aspetti stilistici delle decorazioni pittoriche e scultoree.

## Opere

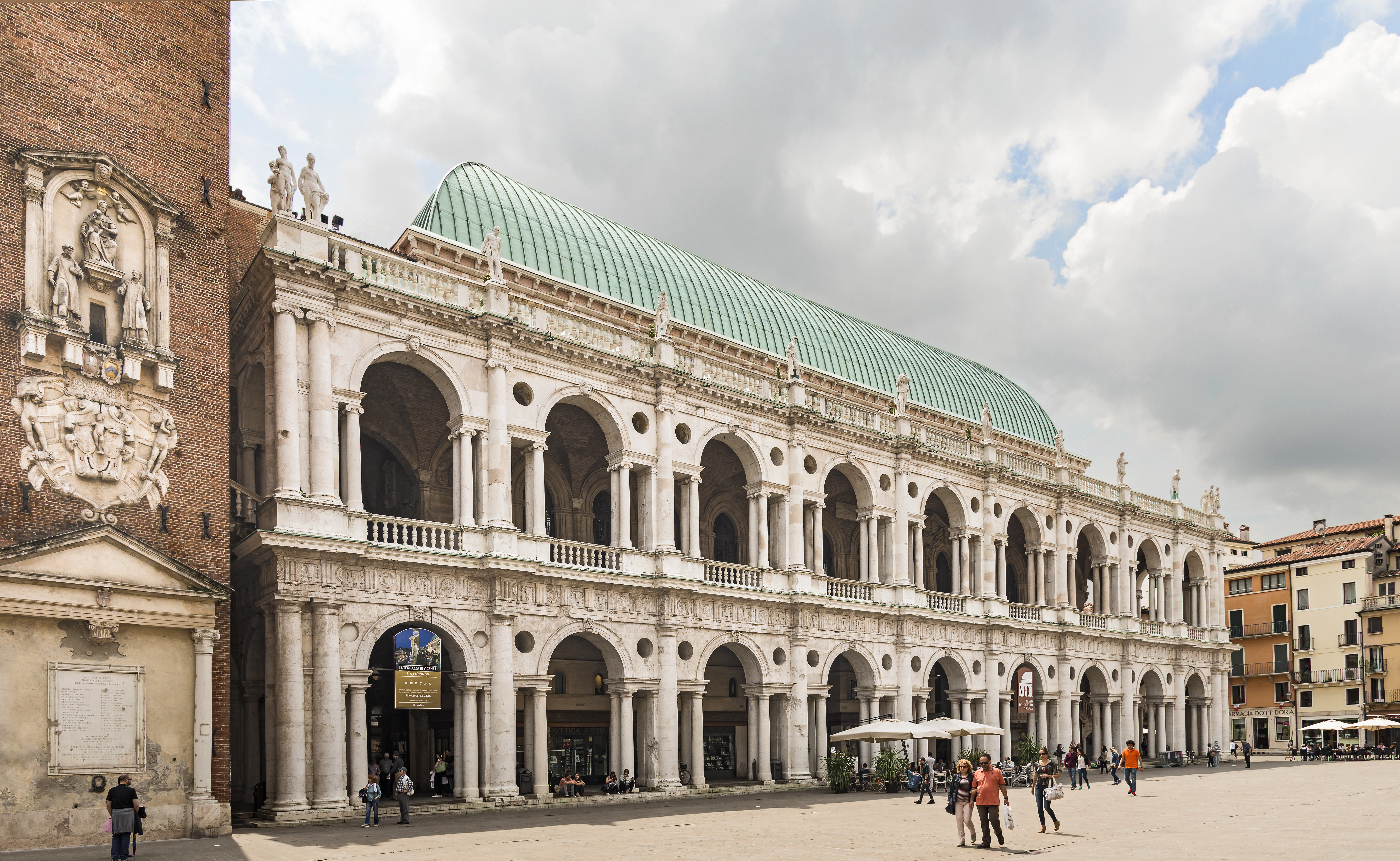
Basilica Palladiana, Vicenza

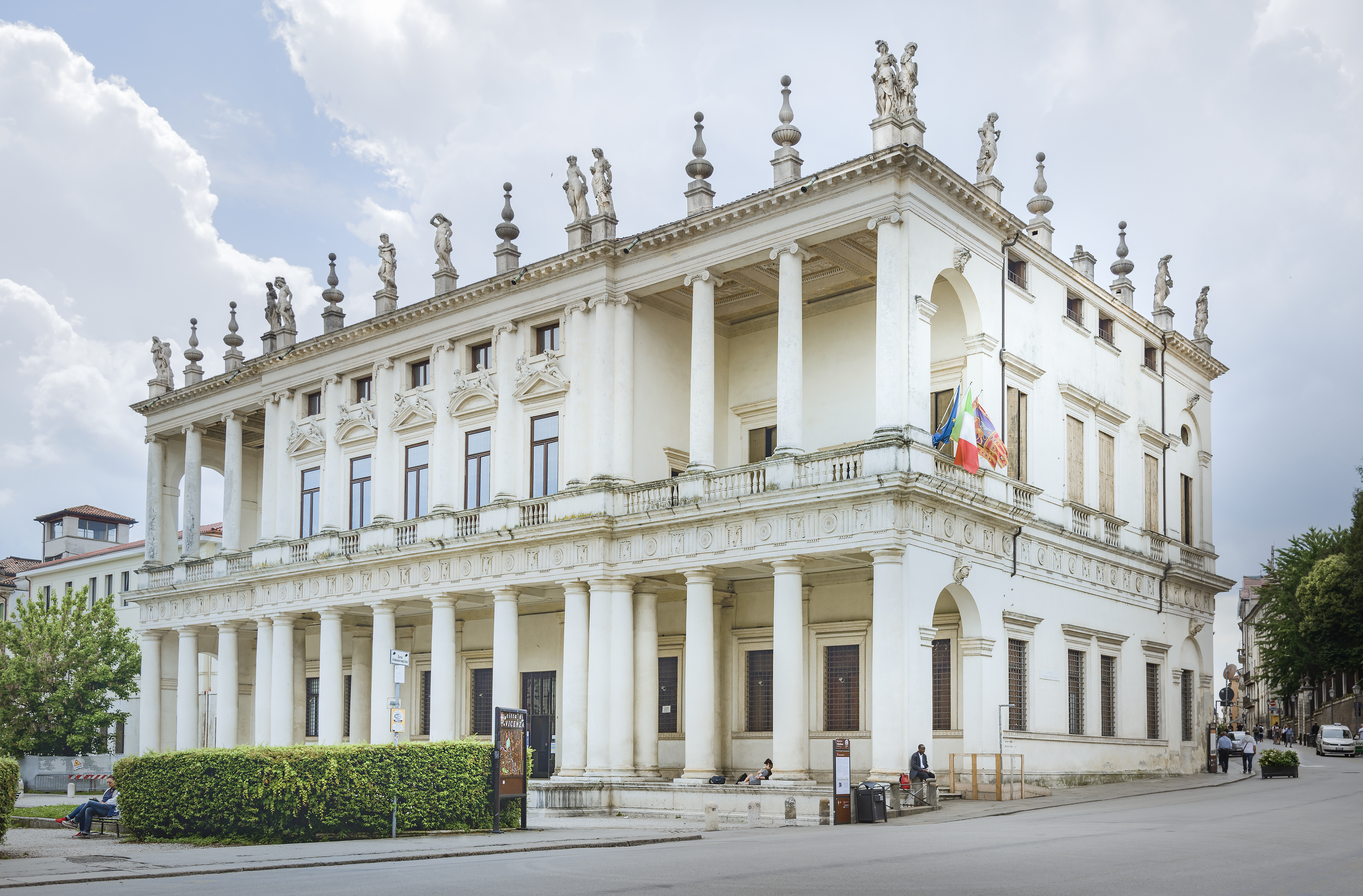
Palazzo Chiericati

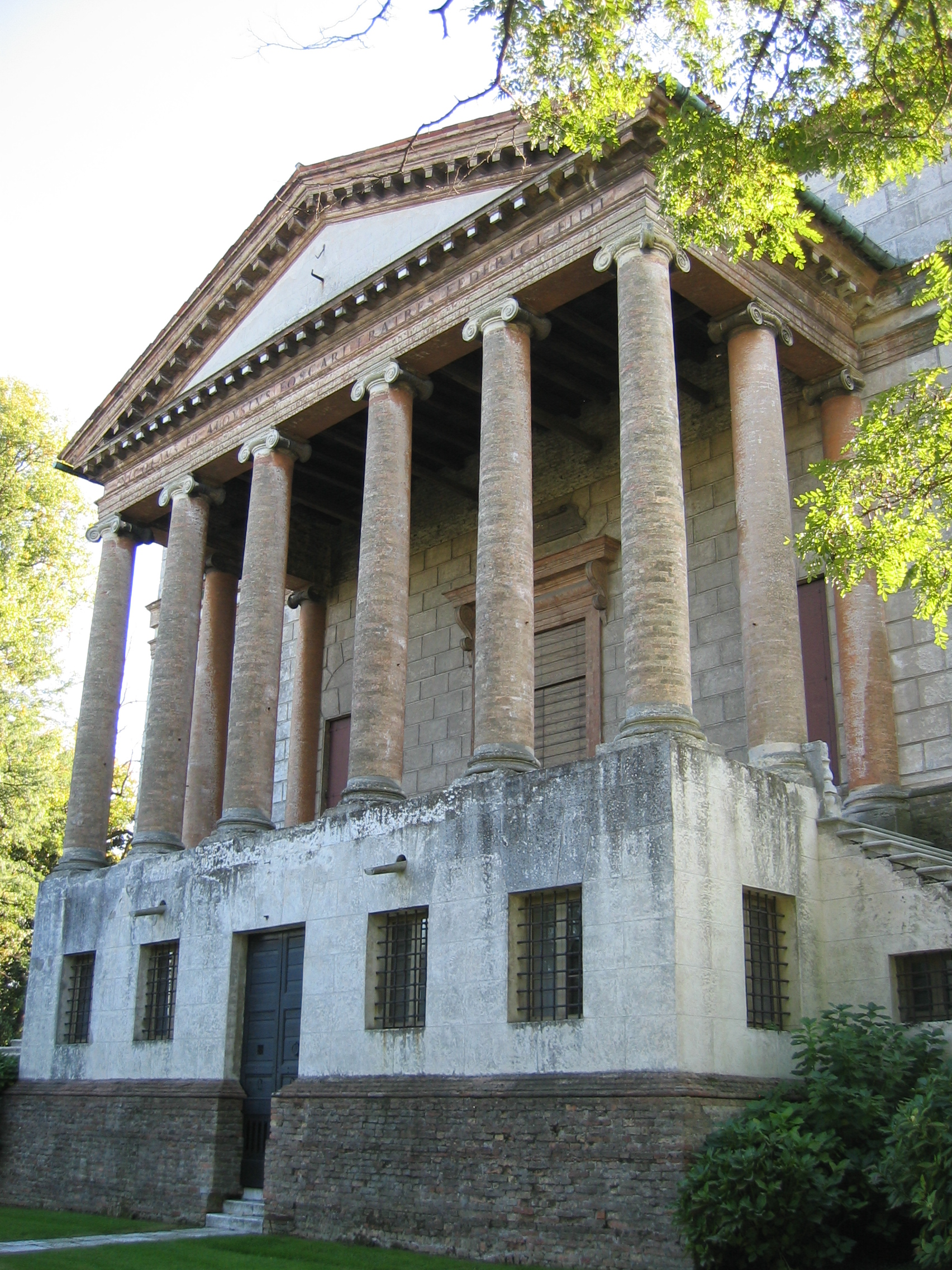
Villa Foscari detta La Malcontenta

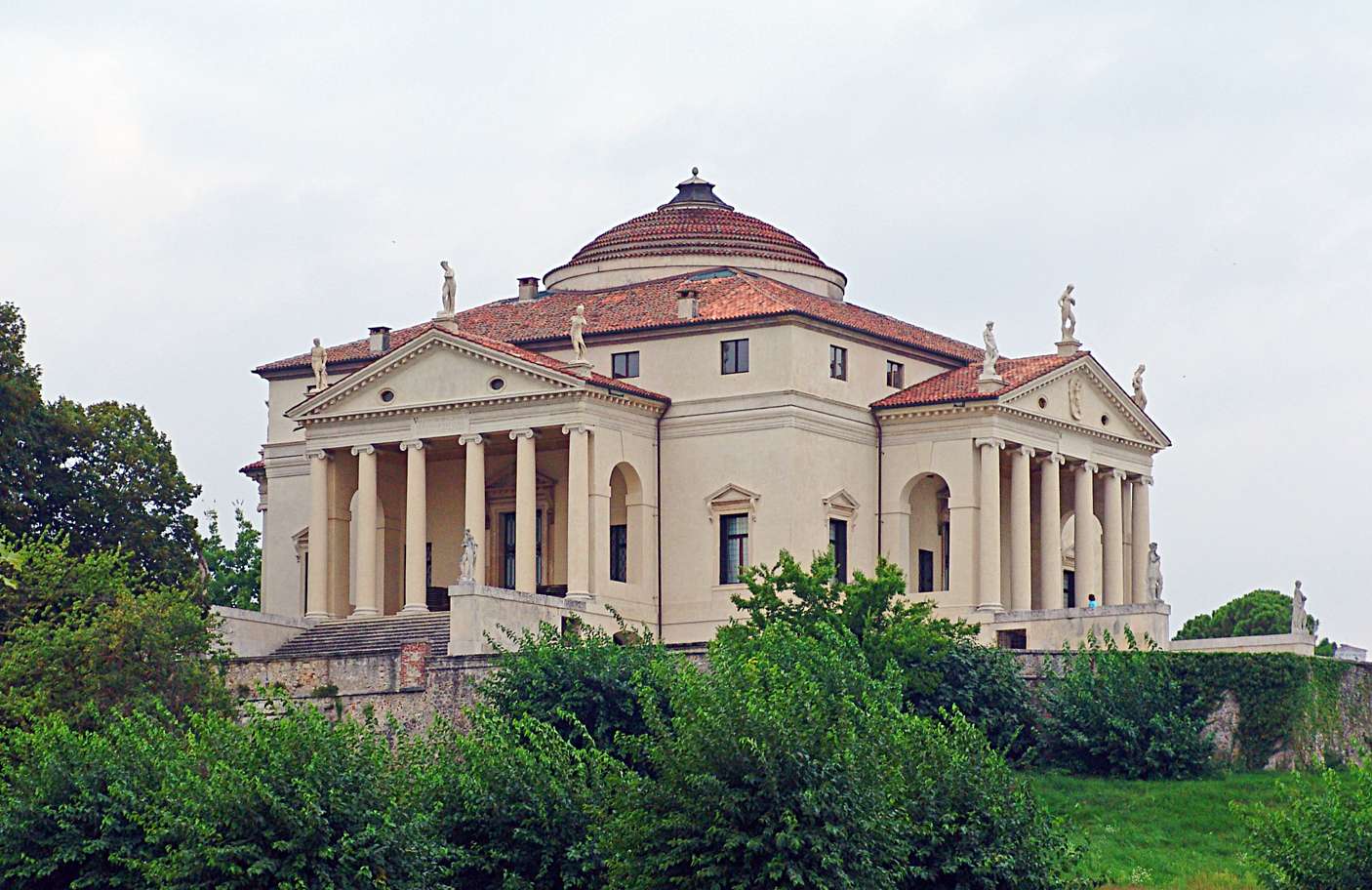
Villa Capra detta La Rotonda

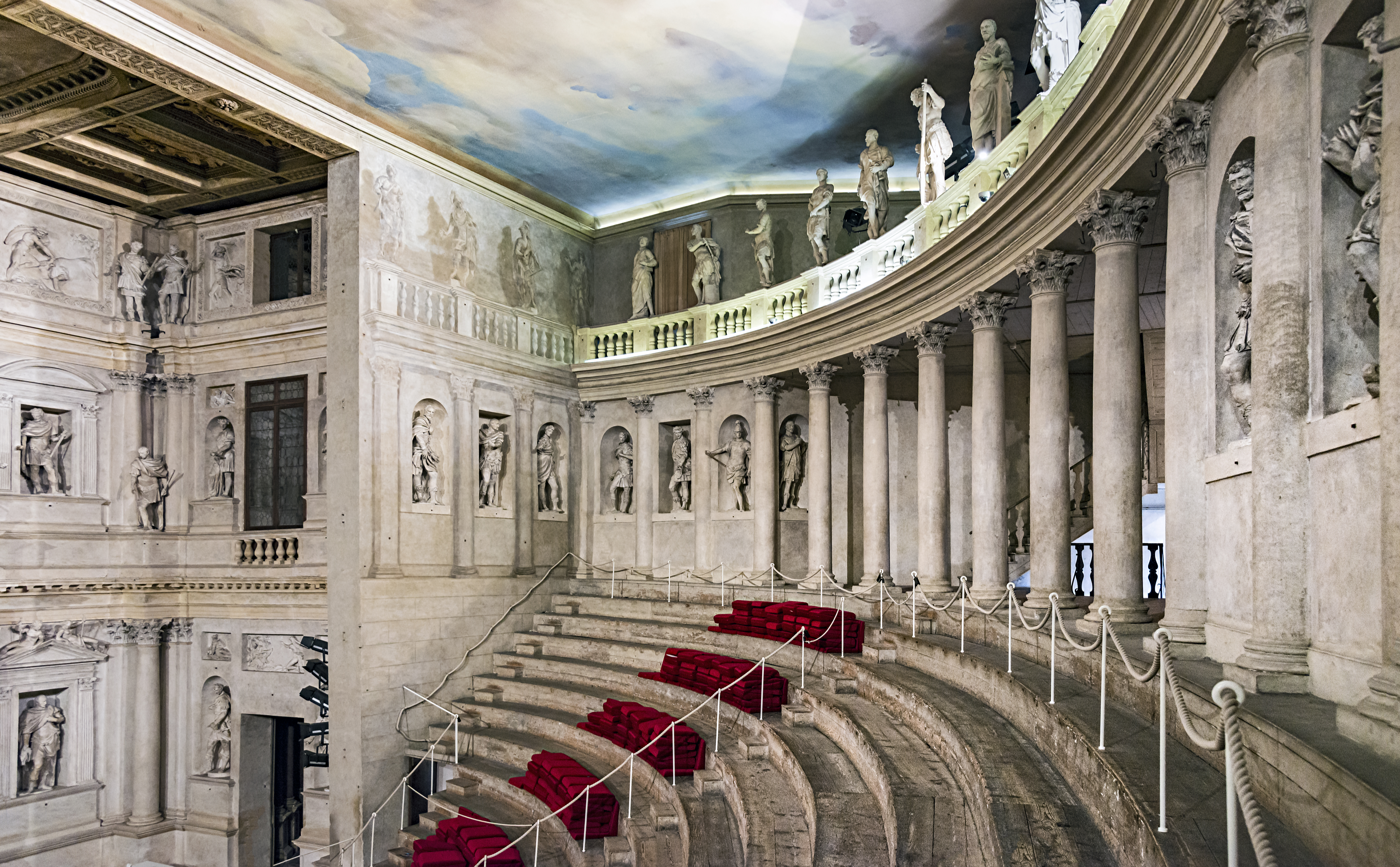
Teatro Olimpico

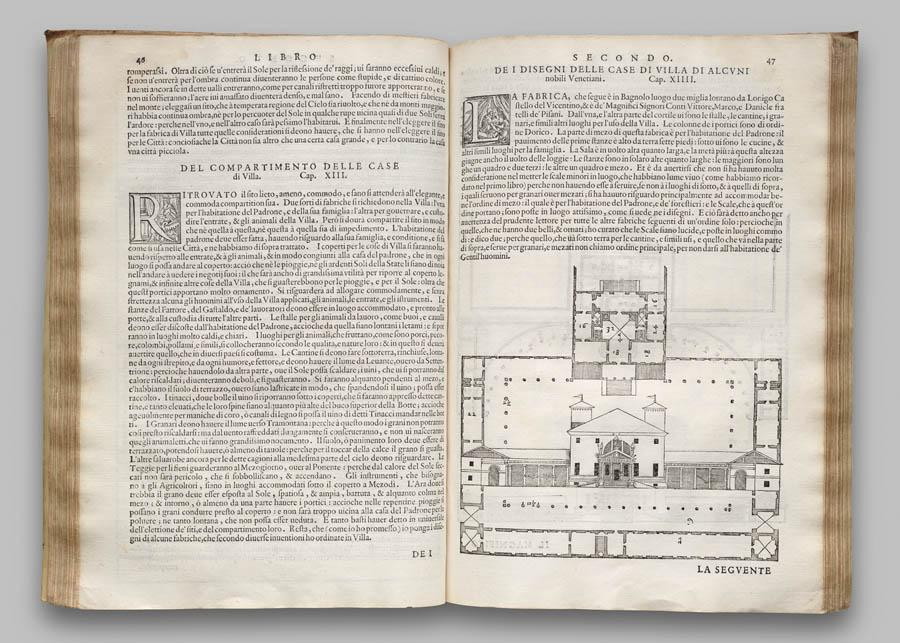
Villa Pisani a Bagnolo di Lonigo, da I quattro libri dell'architettura

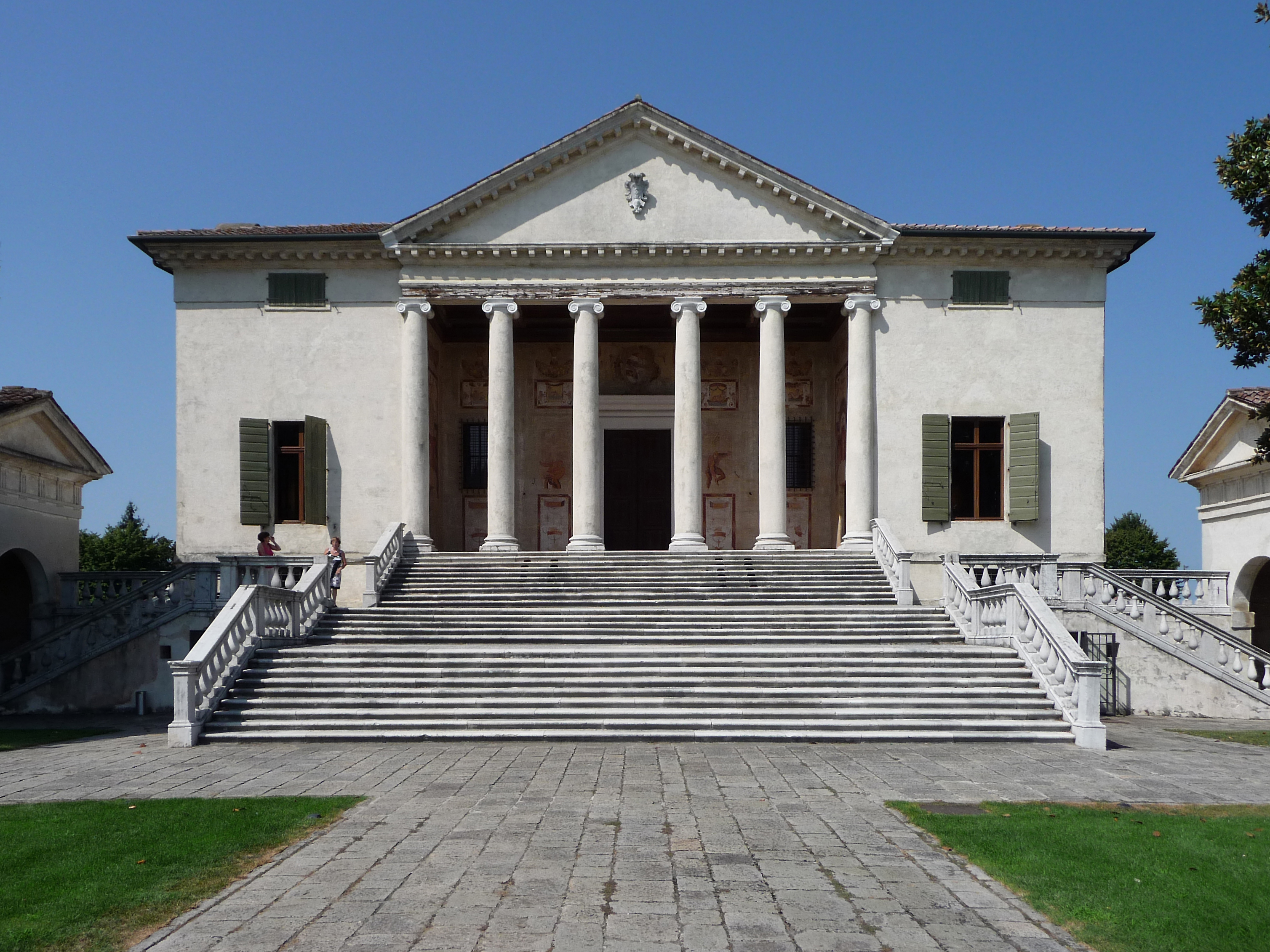
Villa Badoer

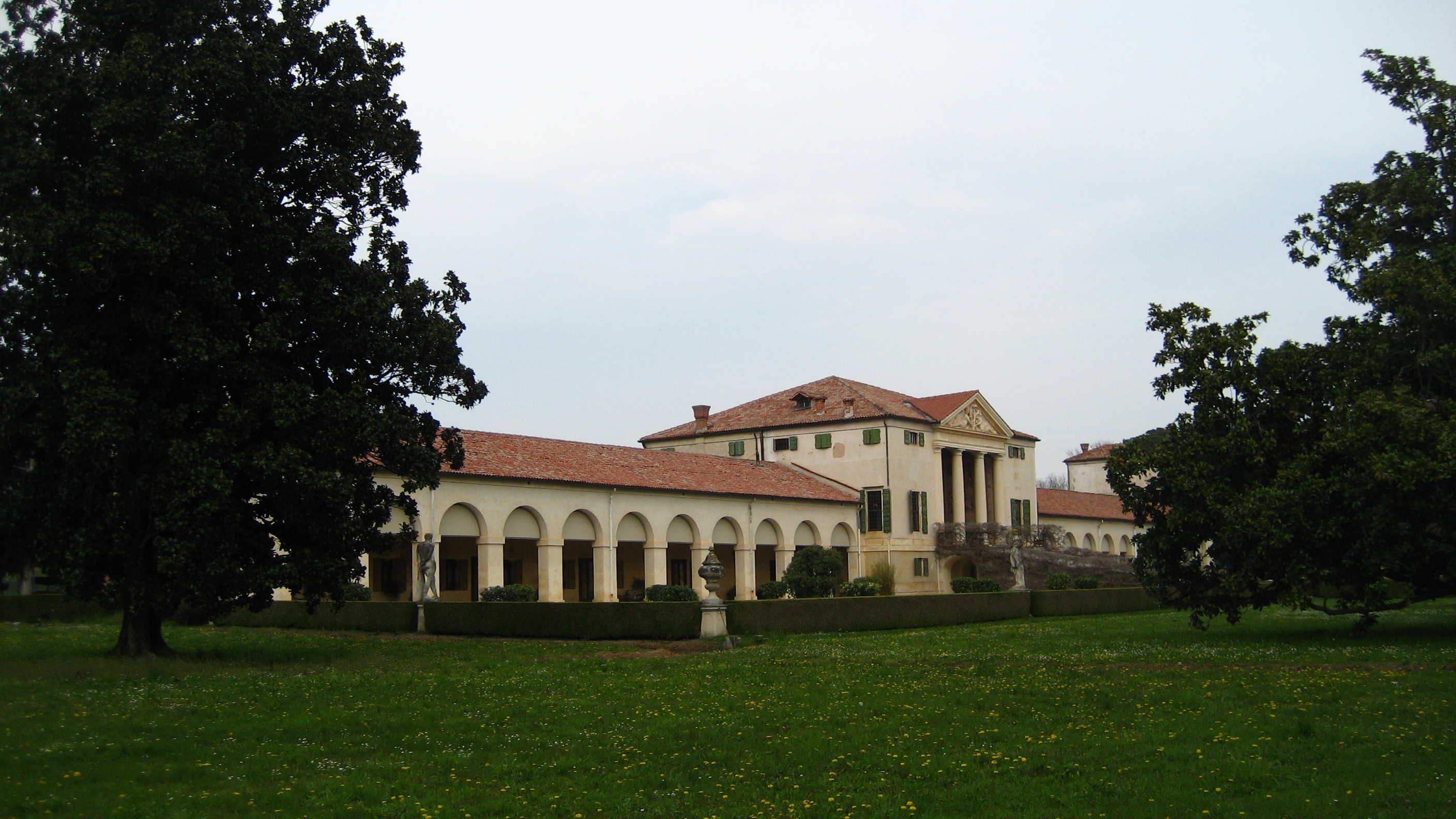
Villa Emo

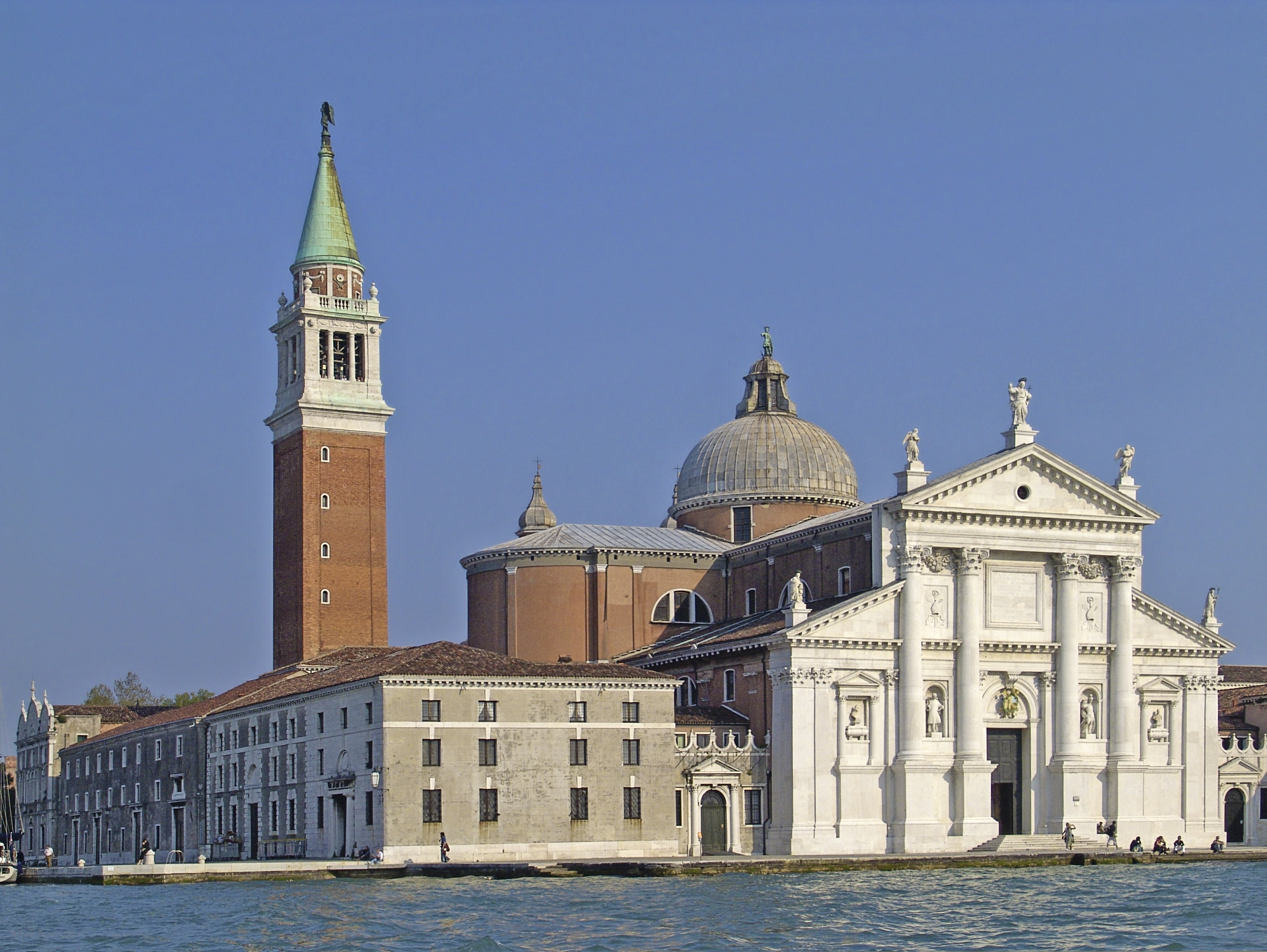
Basilica di San Giorgio Maggiore (Venezia)

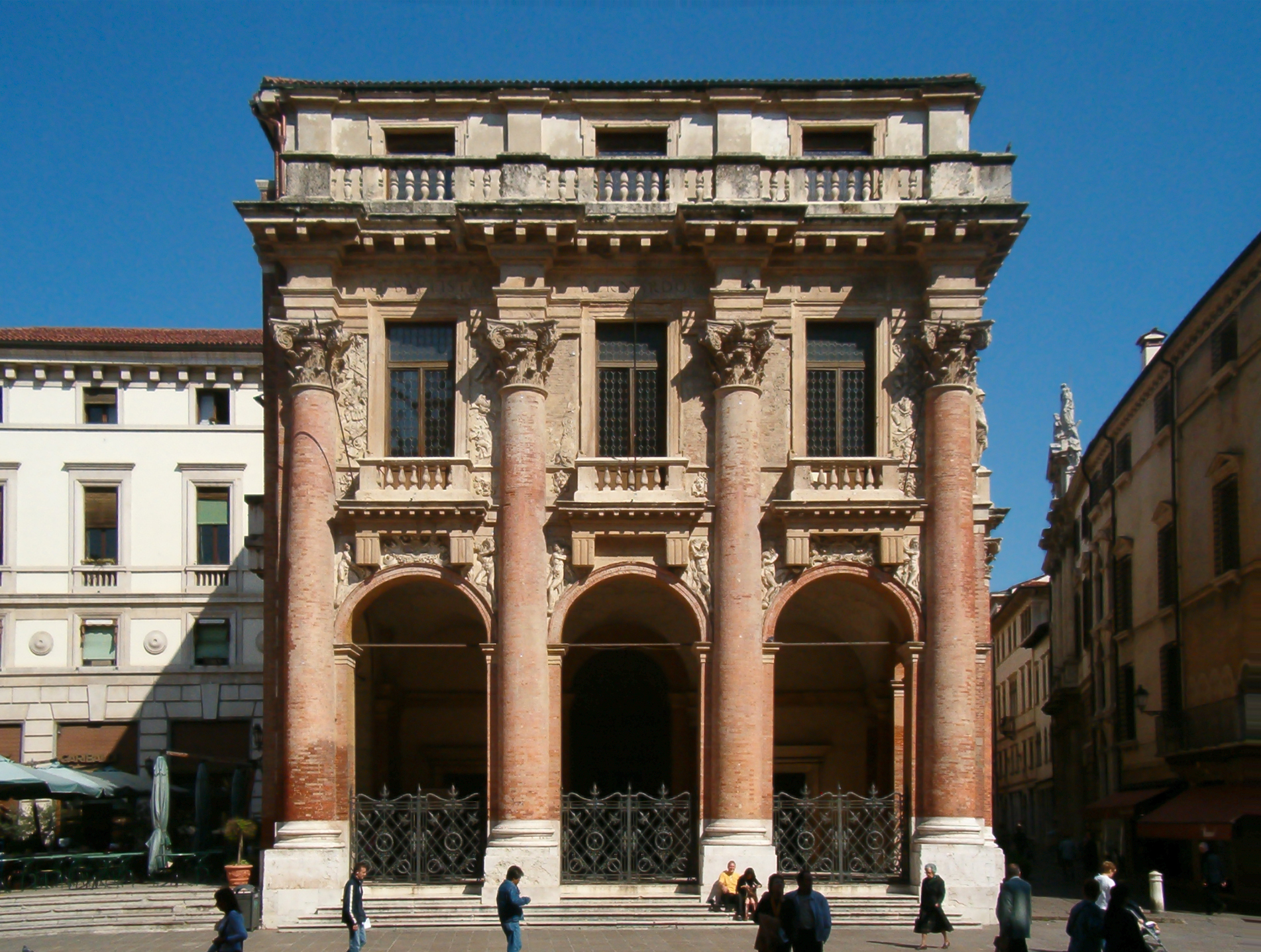
Palazzo del Capitanio, Vicenza

La reputazione di Palladio agli inizi, come pure dopo la morte, si è fondata sulla sua abilità di progettista di ville. Tra le opere più significative e innovative spicca Villa Almerico–Capra, detta La Rotonda: la pianta è quadrata con ripartizione simmetrica degli ambienti, raggruppati intorno a un salone circolare ricoperto da una cupola. In ognuna delle quattro facciate si trova un classico pronao con colonne ioniche e timpano a dentelli. È pensata come luogo di intrattenimento, su modello romano, non come centro produttivo come altre ville palladiane. La cupola centrale (11 metri di luce), che nel progetto di Palladio doveva essere emisferica, fu realizzata postuma su modello differente, rievocando le linee di quella del Pantheon romano.
Maestoso è il Teatro Olimpico di Vicenza, ultima opera dell'artista: la ripida cavea si sviluppa direttamente dall'orchestra per culminare nel solenne colonnato trabeato. Il palcoscenico appena rialzato è definito da un fondale architettonico fisso da cui partono cinque strade illusionisticamente lunghissime (opera di Vincenzo Scamozzi, che completò il teatro alla morte del maestro). Qui trionfa tutta l'esperienza del maestro in una felice sintesi con la poetica di Vitruvio. L'architettura e i motivi del teatro classico romano storicamente all'aperto, vengono portati all'interno di uno spazio chiuso ma al contempo aperto dalle profonde prospettive al di là dei grandi portali, in un concetto modernissimo di dinamismo spaziale.

### Cronologia delle opere
Nota: L'ordine cronologico si riferisce alla concezione progettuale dell'opera, che non sempre corrisponde all'inizio della costruzione.
- 1531: Portale della chiesa di Santa Maria dei Servi, Vicenza (attribuito; con Girolamo Pittoni e Giacomo da Porlezza)
- 1534 (costruzione 1534 - 1538): Villa Trissino a Cricoli, Vicenza (attribuita per tradizione ma progettata da Gian Giorgio Trissino)
- 1536: Portale della Domus Comestabilis, Vicenza (attribuito)
- 1537 (costruzione 1539 - 1557): Villa Godi, per Girolamo, Pietro e Marcantonio Godi, Lonedo di Lugo di Vicenza
- 1539 circa (costruzione 1539 - 1587): Villa Piovene, per Tommaso Piovene, Lonedo di Lugo di Vicenza (attribuzione incerta)
- 1540 (costruzione 1540 - 1542): Palazzo Civena, per Giovanni Giacomo, Pier Antonio, Vincenzo e Francesco Civena, Vicenza (ricostruito nel 1750 e dopo la seconda guerra mondiale)
- Prima del 1542 (costruzione 1542 - 1543; 1555 circa): Villa Gazzotti, per Taddeo Gazzotti, Bertesina, Vicenza
- 1542 (costruzione 1542 - 1560): Villa Valmarana, per Giuseppe e Antonio Valmarana, Vigardolo di Monticello Conte Otto (Vicenza)
- 1542 (costruzione 1542 - 1558): Palazzo Thiene, per Marcantonio e Adriano Thiene, Vicenza (probabilmente su progetto di Giulio Romano)
- 1542 (costruzione 1542 - 1545): Villa Pisani, per Vettore, Marco e Daniele Pisani, Bagnolo di Lonigo (Vicenza)
- 1542? (costruzione prima del 1545 - 1550): Villa Thiene, per Marcantonio e Adriano Thiene, Quinto Vicentino (Vicenza) (probabile modifica di un progetto di Giulio Romano)
- 1545: Palazzo Garzadori in contra' Piancoli, per Girolamo Garzadori, Vicenza (non realizzato, attribuzione incerta)
- 1546-1549 (costruzione 1549 - 1614): Logge del Palazzo della Ragione (Basilica Palladiana), per il Consiglio cittadino, Vicenza (completamento postumo nel 1614)
- 1546 circa: Villa Contarini degli Scrigni, per Paolo Contarini e fratelli, Piazzola sul Brenta (Padova) (attribuita)
- 1546 circa (costruzione: 1546 - 1552): Palazzo Porto, per Iseppo da Porto, Vicenza
- 1547 (costruzione 1547, 1565): Villa Arnaldi, per Vincenzo Arnaldi, Meledo di Sarego (Vicenza) (incompiuto)
- 1548 circa (costruzione 1548 - prima del 1555): Villa Saraceno, per Biagio Saraceno, Finale di Agugliaro (Vicenza)
- 1548 circa (costruzione: prima del 1570): Villa Caldogno, per Losco Caldogno, Caldogno (Vicenza) (attribuito)
- 1548 (costruzione 1554 - 1556): Villa Angarano, per Giacomo Angarano, Bassano del Grappa (Vicenza) (barchesse; corpo centrale riedificato da Baldassarre Longhena)
- 1548 (costruzione 1548 - 1552): Palazzo Volpe in contra' Gazzolle, per Antonio Volpe, Vicenza (attribuzione incerta)
- 1549 (costruzione 1549 - 1563): Villa Pojana, per Bonifacio Pojana, Pojana Maggiore (Vicenza)
- 1550 (costruzione 1551 - 1557; 1680 circa): Palazzo Chiericati, per Girolamo Chiericati, Vicenza (completato postumo nel 1680 circa)
- 1550 (costruzione 1550 - 1552): Ponte sul Cismon, Cismon del Grappa (Vicenza) (distrutto)
- Dopo il 1550 (costruzione 1555 circa - 1584): Villa Chiericati, per Giovanni Chiericati, Vancimuglio di Grumolo delle Abbadesse (Vicenza) (completata postuma nel 1584 da Domenico Groppino)
- 1552 (costruzione 1552; 1569; 1588): Villa Cornaro, per Giorgio Cornaro, Piombino Dese (Padova)
- 1552 circa (costruzione 1552 - 1555): Villa Pisani, per Francesco Pisani, Montagnana (Padova)
- 1553 circa: Villa Ragona Cecchetto, per Girolamo Ragona, Ghizzole di Montegaldella (Padova) (progetto non realizzato)
- 1553 circa e 1567 (costruzione 1553 - 1554; 1575): Barchesse di Villa Trissino, per Ludovico e Francesco Trissino, Meledo di Sarego (Vicenza) (unica parte superstite del progetto mai compiuto per una villa)
- 1554 (costruzione 1554 - 1558): Villa Porto, per Paolo Porto, Vivaro di Dueville (Vicenza) (attribuita)
- 1554 circa (costruzione 1554 - 1558): Villa Barbaro, per Daniele e Marcantonio Barbaro, Maser (Treviso)
- 1554? (costruzione 1560 - 1565): Villa Foscari detta La Malcontenta, per Nicolò e Alvise Foscari, Malcontenta di Mira
- 1554? (costruzione: 1555 ?): Villa Zeno, per Marco Zeno, Donegal di Cessalto (Treviso)
- 1554? (costruzione 1560-1564): Villa Mocenigo "sopra la Brenta", Dolo (Venezia) (demolita)
- 1554 - 1555 circa (costruzione prima del 1556): Villa Badoer detta La Badoera, per Francesco Badoer, Fratta Polesine (Rovigo)
- 1555 circa: Palazzo Dalla Torre, per Giambattista Dalla Torre, Verona (solo parzialmente realizzato; parzialmente distrutto da un bombardamento nel 1945)
- 1555?: Palazzo Poiana in contra' San Tomaso, per Bonifacio Pojana, Vicenza (incompiuto)
- 1555 - 1556 ?: Palazzo Garzadori, per Giambattista Garzadori, Polegge, Vicenza (progetto non realizzato)
- Prima del 1556 (costruzione 1559 - 1565): Villa Emo, per Leonardo Emo, Fanzolo di Vedelago (Treviso)
- 1556: Arco Bollani, per Domenico Bollani, Udine (attribuito)
- 1556 circa (costruzione 1556 - 1595): Palazzo Antonini, per Floriano Antonini, Udine (alterato da vari interventi successivi)
- 1556 (costruzione 1563 - 1567): Barchessa di Villa Thiene, per Francesco Thiene e figli, Cicogna di Villafranca Padovana (Padova) (non completato)
- Dopo il 1556: Loggia Valmarana, per Gian Luigi Valmarana, Vicenza (attribuzione incerta)
- 1557 - 1558: Palazzo Trissino in contra' Riale, per Francesco e Ludovico Trissino, Vicenza (progetto non realizzato)
- 1558 (costruzione 1558 - 1559; 1564 - 1566): Cupola della Cattedrale di Vicenza (distrutta nella seconda guerra mondiale e ricostruita)
- 1559: Facciata per la basilica di San Pietro di Castello, Venezia (completata postuma)
- 1559 (costruzione 1559 - 1562): Casa Cogollo, per Pietro Cogollo, nota come Casa del Palladio, Vicenza (attribuito)
- 1560 (costruzione 1560 - 1563): refettorio del monastero di San Giorgio Maggiore, Venezia
- 1560 (costruzione 1561 - 1562): Convento della Carità, Venezia (realizzati solo chiostro e atrio distrutto nel 1630 in un incendio)
- 1560: Monumento a Giano Fregoso nella chiesa di Santa Anastasia dei Domenicani, per Ercole Fregoso, Verona (attribuzione incerta; con Danese Cattaneo)
- 1560 (costruzione 1560 - 1565; 1574 - 1575): Palazzo Schio, per Bernardo Schio, Vicenza (facciata)
- 1560? (costruzione dopo il 1563 - prima del 1565; dopo il 1570?): Villa Repeta, per Mario Repeta, Piazza Vecchia, Campiglia dei Berici (Vicenza) (distrutta da un incendio e ricostruita in altra foggia nel 1672)
- 1560 circa (costruzione tra 1563 e 1566): Palazzo Pojana, per Vincenzo Pojana, Vicenza (attribuito)
- 1561 circa (costruzione prima del 1569): Barchesse grandi di villa Pisani, Bagnolo di Lonigo (Vicenza) (attribuite; distrutte)
- 1561: Teatro ligneo in Basilica per L'Amor Costante del Piccolomini, per l'Accademia Olimpica, Vicenza
- Dopo il 1561: Palazzo Della Torre ai Portoni della Bra', per Giambattista Della Torre, Verona (progetto non realizzato)
- 1562: Teatro ligneo in Basilica a Vicenza per la Sofonisba di Giangiorgio Trissino, per l'Accademia Olimpica, Vicenza
- 1562 (costruzione 1564 - 1566): Villa Sarego detta "La Miga", per Annibale Serego, Miega di Cologna Veneta (Verona) (incompiuta, demolita negli anni 1920)
- 1563 circa (costruzione 1564 - 1566): Villa Valmarana, per Gianfrancesco Valmarana, Lisiera di Bolzano Vicentino (Vicenza)
- Dopo il 1563: Monumento funebre a Luigi Visconti nel chiostro del Capitolo nella Basilica del Santo, Padova (attribuito)
- 1564 (costruzione 1564 - 1565): Porta e cappella Almerico della Cattedrale di Vicenza, per Paolo Almerico, Vicenza
- 1564: Facciata della chiesa di San Francesco della Vigna, per Giovanni Grimani, Venezia
- 1564 (costruzione 1565 - 1586): Palazzo Pretorio, per il Consiglio cittadino, Cividale del Friuli (Udine) (progetto, attribuito)
- 1564?: Palazzo Angaran, per Giacomo Angaran, Vicenza (progetto non realizzato)
- Dopo il 1564: Palazzo Capra al Corso, per Giulio Capra, Vicenza (progetto non realizzato)
- Dopo il 1564 (costruzione 1565 - 1570): Villa Forni Cerato, Montecchio Precalcino (Vicenza) (Progetto attribuito)
- 1565 (costruzione 1565 - 1576): chiesa del monastero di San Giorgio Maggiore, per la Congregazione di Santa Giustina, Venezia (conclusa postuma tra il 1607 e il 1611 con una diversa facciata)
- 1565 (costruzione 1571 - 1572): Loggia del Capitanio, per il Consiglio cittadino, Vicenza
- 1565 (costruzione 1566 - 1580): Palazzo Valmarana, per Isabella Nogarola Valmarana, Vicenza
- 1565 (costruzione 1565 - 1585 circa): Villa Serego, per Marcantonio Serègo, Santa Sofia di Pedemonte, San Pietro in Cariano (Verona)
- 1566 - 1567 (costruzione 1567 - 1605): Villa Almerico Capra detta "La Rotonda", per Paolo Almerico, Vicenza (completata postuma nel 1585 da Vincenzo Scamozzi)
- 1566: Ponte di Rialto, Venezia (progetto non realizzato)
- 1567; 1569: Ponte di Bassano, Bassano del Grappa (ricostruito nel 1748 e dopo la seconda guerra mondiale)
- 1569 (costruzione 1570 - 1575): Palazzo Barbaran da Porto, per Montano Barbarano, Vicenza
- 1569 o 1580 ? (costruzione 1580 - 1588): Ponte sul Tesina, Torri di Quartesolo (Vicenza) (attribuito)
- 1570 (costruzione 1572 - 1580): Villa Porto, per Iseppo da Porto, Molina di Malo (Vicenza) (incompiuta)
- 1571 ? (costruzione 1572 - 1585): Palazzo Porto in piazza Castello, per Alessandro Porto, Vicenza (incompiuto; parzialmente completato nel 1615 da Vincenzo Scamozzi)
- 1572 ? (costruzione prima del 1586 - anni 1610): Palazzo Thiene Bonin Longare, per Francesco Thiene, Vicenza (progetto; costruito da Vincenzo Scamozzi)
- 1574: Sale di Palazzo Ducale, Venezia
- 1574: studi per la facciata della Basilica di San Petronio, Bologna
- 1574 o 1579 ?: Chiesa delle Zitelle, Venezia (attribuzione incerta)
- 1576 circa (costruzione 1576 - 1580): Cappella Valmarana, per Isabella Nogarola Valmarana, nella chiesa di Santa Corona, Vicenza
- 1576 (costruzione 1595): Arco delle Scalette, per Giacomo Bragadino, Vicenza (attribuito, realizzato postumo)
- 1576 (costruzione 1577 - 1586): Basilica del Redentore, Venezia
- 1578 (costruzione 1588 - 1590): chiesa di Santa Maria Nova, Vicenza (attribuito, progetto, costruito postumo)
- 1579: Porta Gemona, per il Consiglio cittadino, San Daniele del Friuli (Udine)
- 1580: chiesa di Santa Lucia, Venezia (disegni per l'interno; demolita)
- 1580 (costruzione 1580 - 1584): Tempietto di Villa Barbaro, per Marcantonio Barbaro, Maser (Treviso)
- 1580 (costruzione 1580 - 1584): Teatro Olimpico, per l'Accademia Olimpica, Vicenza (completato postumo nel 1585 da Vincenzo Scamozzi)

## Lo stile di Palladio

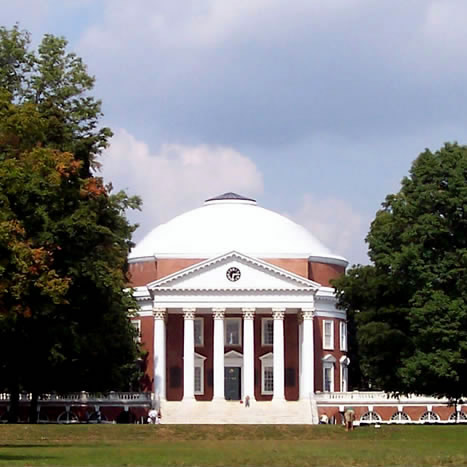
Il palladianesimo negli Stati Uniti: la Rotunda dell'Università della Virginia, progettata in stile palladiano da Thomas Jefferson

L'architettura del Palladio, benché quasi totalmente confinata nel Veneto, divenne presto famosa e studiata in tutta Europa e da qui negli altri paesi di tradizione anglosassone, dando vita a un fenomeno culturale noto come palladianesimo, diffuso in particolare nel Regno Unito, in Irlanda, negli Stati Uniti, come pure in Russia. In Inghilterra tra i primi a ispirarsi al suo stile furono Inigo Jones e Christopher Wren; un altro suo ammiratore fu l'architetto Richard Boyle, più noto come Lord Burlington, che - con William Kent - progettò la Chiswick House.
La Casa Bianca, residenza del presidente degli Stati Uniti d'America, è progettata in stile palladiano, così come la residenza di Monticello progettata per sé da Thomas Jefferson. Con la risoluzione n. 259 del 6 dicembre 2010 il Congresso degli Stati Uniti d'America ha riconosciuto Palladio come "padre dell'architettura americana".

## Pubblicazioni
- Andrea Palladio, I quattro libri di architettura (edizione a stampa, con note storico-critiche), a cura di Paola Marini, Licisco Magagnato, Milano, edizioni Il Polifilo, 1980. ISBN non esistente.
- Andrea Palladio, I quattro libri di architettura (copia anastatica prima edizione Venezia 1570), Hoepli, 1990.
- Andrea Palladio, I quattro libri di architettura, a cura di Claudio Pierini, (edizione con note iconografiche e storico-critiche), Verona, Cierre Grafica, 2014, ISBN 978-88-98768-04-2.
- Andrea Palladio, Delle case di villa, U. Allemandi & C., 2005, ISBN 88-422-1350-0.